# Kernkraftwerk Südukraine
Das Kernkraftwerk Südukraine, auch Piwdennoukrajinsk (ukrainisch Південноукраїнська АЕС, russisch Южно-Украинская АЭС) befindet sich in der Oblast Mykolajiw südlich der Stadt Juschnoukrajinsk am Fluss Südlicher Bug. Das Kernkraftwerk mit drei sowjetischen Reaktoren und einer Nettoleistung von 2850 Megawatt befindet sich rund 350 Kilometer südlich der Hauptstadt Kiew und ist derzeit das zweitgrößte der fünf Kernkraftwerke im Land.

## Geschichte
Mit dem Bau des ersten Kernreaktors wurde am 1. März 1977 begonnen. Der Baubeginn des zweiten Reaktorblocks folgte am 1. Oktober 1979. Am 31. Dezember 1982 wurde der erste und am 6. Januar 1985 der zweite Reaktorblock erstmals mit dem Stromnetz synchronisiert. In den Jahren 1985 und 1987 wurde mit dem Bau der Reaktorblöcke drei und vier begonnen. Am 20. September 1989 ging der dritte Block in Betrieb. Da er der dritten WWER-Baureihe angehört, verfügt er im Gegensatz zu den ersten beiden Blöcken über ein Containment. Die Bauarbeiten am Reaktorblock vier wurden eingestellt.

## Russischer Überfall auf die Ukraine 2022
Am 19. September 2022 kurz nach Mitternacht ist laut ukrainischer Seite eine Rakete in dreihundert Metern Entfernung zum Kraftwerk eingeschlagen. Dabei wurden drei Hochspannungsleitungen sowie Teile eines nahegelegenen Wasserkraftwerkes beschädigt. Durch die Druckwelle der Explosion wurden am Kraftwerksgebäude über hundert Fensterscheiben zerstört. Die Reaktoren selbst waren nicht betroffen und blieben intakt.
Aufgrund der massiven Stromausfälle ist am 23. November 2022 das Notfallsystem der drei AKWs Riwne, Piwdennoukrainsk und Chmelnyzkyj aktiviert worden, teilte der staatliche Betreiber Energoatom im Online-Dienst Telegram mit. Daraufhin seien alle Reaktoren automatisch vom Stromnetz abgetrennt worden. Laut Energoatom blieben die Strahlungswerte in den Anlagen und ihrer Umgebung unverändert. Sobald sich das Stromnetz normalisiert habe, würden die drei Atomkraftwerke wieder ans Netz gehen. Im Januar 2023 beschloss die IAEO, mit eigenen Expertenteams an allen ukrainischen Atomkraftwerken präsent zu sein, um das Risiko schwerer Unfälle während des Krieges zu verringern.

## Leistung
Bei den drei Reaktorblöcken handelt es sich um WWER der dritten Generation. Es kommen in diesem Kernkraftwerk drei verschiedene Versionen dieses Reaktortyps zum Einsatz. Der Reaktor des ersten Blocks vom Typ WWER-1000 in der Version 302 ist der einzige seiner Art weltweit. Auch der Reaktor des Blocks zwei ist vom Typ WWER-1000, aber in der Version 338 wird er neben dem Block zwei in Südukraine nur noch in zwei Reaktoren im Kernkraftwerk Kalinin (Russland) eingesetzt. Beides sind Vorgängerversionen der Version 320, die im Block drei und in größerer Stückzahl in Ländern des ehemaligen Ostblocks zum Einsatz kommt. Die Nettoleistung der drei Reaktoren liegt bei jeweils 950 MW, die Bruttoleistung bei 1000 MW. Die thermische Leistung beträgt 3200 MW.
2013 wurde die Laufzeit von Reaktor 1 um zehn Jahre verlängert, 2015 die von Reaktor 2. Eine Laufzeitverlängerung von Reaktor 3 ist ebenso geplant.
Im Zusammenhang mit einer geplanten Lieferung von Brennelementen der Firma Westinghouse für alle WWER in der Ukraine wurden im August des Jahres 2005 im Kernkraftwerk Südukraine sechs Brennstoffbündel zur Erprobung eingebaut. Am 18. Juli 2018 wurde die Beladung von Reaktor 3 vollendet, am 28. Juni 2020 die von Reaktor 2.

## Sonstiges
Das Kernkraftwerk Südukraine ist Startpunkt der heute nicht mehr betriebsfähigen und teilweise demontierten 750-kV-Verbindung nach Rumänien und Bulgarien.
Seit Mitte der 1990er-Jahre wurden mehrere Millionen Dollar für Aufrüstungsarbeiten bei Reaktorschutz- und Kontrollsystemen investiert, die mithilfe westlicher Unternehmen und durch das deutsche Kernkraftwerk Grohnde durchgeführt wurden, mit dem das Kernkraftwerk Südukraine eine Partnerschaft zum Erfahrungsaustausch unterhält.

## Daten der Reaktorblöcke
Das Kernkraftwerk Südukraine hat drei in Betrieb befindliche  sowie einen verworfenen Block:
| Reaktorblock | Reaktortyp              | Netto- leistung | Brutto- leistung | Baubeginn  | Netzsyn- chronisation | Kommer- zieller Betrieb | Abschal- tung                     |
| ------------ | ----------------------- | --------------- | ---------------- | ---------- | --------------------- | ----------------------- | --------------------------------- |
| Südukraine-1 | WWER-1000/302 (2. Gen.) | 950 MW          | 1000 MW          | 01.08.1976 | 31.12.1982            | 02.12.1983              | (2023 geplant)[veraltet]          |
| Südukraine-2 | WWER-1000/338 (2. Gen.) | 950 MW          | 1000 MW          | 01.07.1981 | 06.01.1985            | 06.04.1985              | (2025 geplant)                    |
| Südukraine-3 | WWER-1000/320 (3. Gen.) | 950 MW          | 1000 MW          | 01.11.1984 | 20.09.1989            | 29.12.1989              | (2029 geplant)                    |
| Südukraine-4 | WWER-1000/320 (3. Gen.) | 950 MW          | 1000 MW          | 01.01.1987 |                       |                         | Bau am 1. Januar 1989 abgebrochen |